# Pagina förlag
Pagina förlags AB är en fristående utgivare och distributör av böcker.
Paginas klassiska utgivning består av information inom IT-ämnen som datorer, Internet och programmering. Optimal förlag, som är en "imprint" arbetar med andra typer av böcker men som har en praktisk nytta för läsaren.
Paginas grundades 1978, då startades tidningen Mikrodatorn. Redan då sålde Pagina amerikanska böcker. År 1981 lanserades Paginas första svenska bok, BASIC Handboken av David Lien.